# 雨希
雨希（？—），又名方太初香港女作家，畢業於香港大學比較文學系，主要創作新詩及小說等文體。是 Stadt 雜誌的創辦人。曾獲青年文學獎新詩高級組亞軍，秋螢詩刊第一屆最佳新人詩獎。

## 作品
作品散見於《香港文學 (雜誌)》、《作家》、《文學世紀》、《詩潮》、《秋螢詩刊》、《月台》等。
出版有詩集《生病了》（2005）、《港大·詩·人》（2007），小說《穿高跟鞋的大象》（2009）等。

## 伸展閱讀
1. 看似不在場的香港情色文學——兼評《小說風》情色特集，作者：阿三 - ( update on 2009-04-17 19:32) （页面存档备份，存于）
2. 明報：新詩創作：詩與錯覺，文：胡燕青﹝刊於 2008-02-27﹞[永久]
3. 《港大‧詩‧人》07年10月4日新書發佈文化沙龍 新詩朗誦會 - ( update on 2007-12-29) （页面存档备份，存于）